# Faurœulx
Faurœulx [foʁø] (en wallon Fôru) est une section de la commune belge d'Estinnes, située en Wallonie dans la province de Hainaut.
C'était une commune à part entière avant la fusion des communes de 1977.

## Évolution démographique
- Sources : INS, Rem. : 1831 jusqu'en 1970 = recensements, 1976 = nombre d'habitants au 31 décembre.

## Patrimoine et culture

### Patrimoine architectural
- Eglise Saint-Joseph. Erigée en 1862 et 1864, en remplacement d'une chapelle qui date de 1618, sanctuaire de style néo-classique[2].
- Ferme de Beauregard, datant de 1624, mais presque reconstruit en briques au XIXe siècle[3].

### Culture

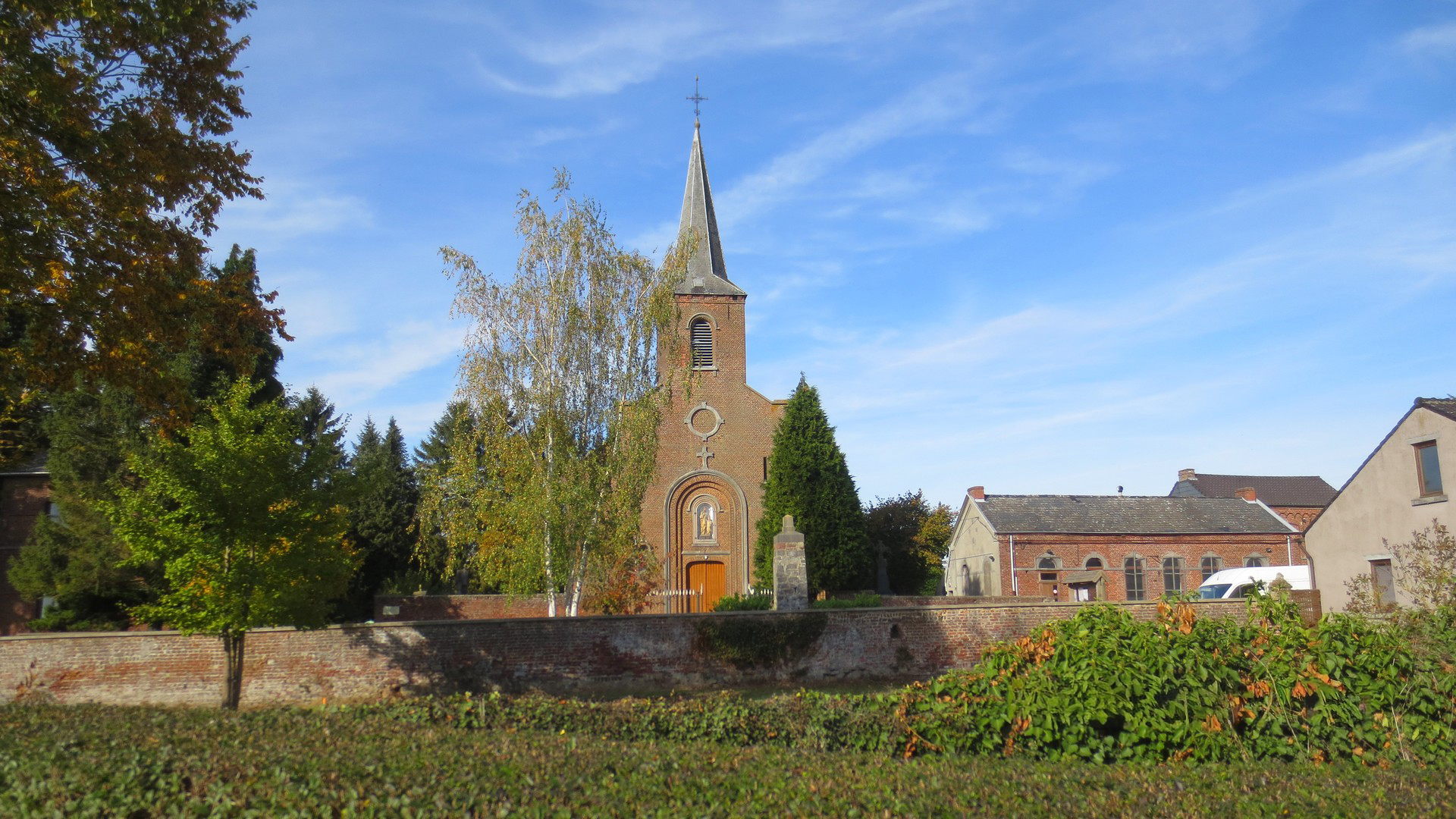
Faurœulx, l'église.
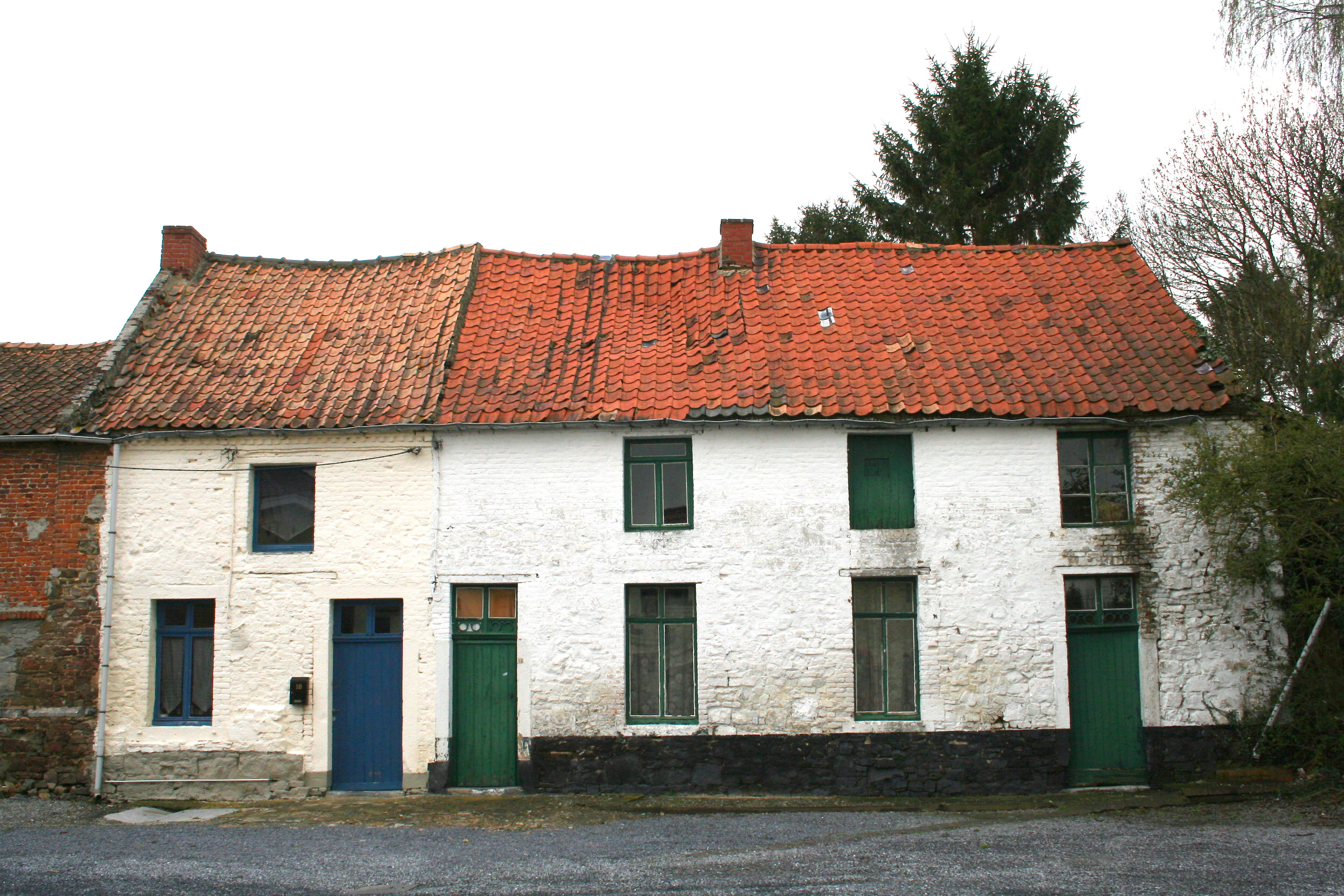
Maisons typiques.